# 김승환 (1866년)
김승환(1866년 함경남도 함흥 ~ 1927년)은 구한말 함경남도 함흥 출신의 실업인, 은행가였다. 북선상업은행 대주주이자 은행장이었다.

## 생애
1866년에 함경남도 함흥출신이나 조상은 원래 경상남도 동래에서 이주한 것으로 알려져 있다. 호는 유일(惟一)이며 6척 장신이라고 한다.16세때부터 잡화상 등을 시작하였으며 기반을 다져 점차 해산물 곡물등을 도매하면서 사업을 널펴갔다. 1908년 7월에는 지방 교육사업에 금전을, 1910년 1월에는 함흥 화재로 인하여 굶주리는 지방민들을 위해 미곡을 쾌척하여 함흥 지방에서의 명성이 높았다. 이러한 공헌으로 인해 연해천 교량에 송덕비가 세워지기도 하였다. 1909년 6월에는 함경도 굴지의 방직공장을 함흥에 설립하고자 추진하였다. 또한 1913년에는 당시 함흥군 오로리 원평장 다리를 놓는데 필요한 7백 50원을 김경집, 한시은과 함께 도맡아 기부하였다. 사업욕이 강한 그는 1917년에 부동산,건어물,토지개발업 창고업 등을 하는 대성사를 설립하였다. 한편, 1차세계대전 말에 제정러시아,독일화페에 투자하여 큰 손해를 보았으나 김승환은 이미 거상으로 폭넓은 사업을 지니고 있었기 때문에 루불 사업에 지장은 없었다.
1918년에 일본인들의 원산에 대량진출에 대항하여 선각 민족사업가들과
함께 북선상업은행을 설립하였다. 당시 자본금은 50만원이었으며 총발행 주 1만주, 주당액면가 50원인 상황에서 김승환은 1,625주를 소유하여 대주주로서 1918년 12월에 53세에 개점 은행장에 취임하였다. 북선상업은행은 순수한 민족자본의 은행이었으며 함흥의 상거래 특징과 지리적 특징상 당시 일본인들이 넘볼 여지가 없었다. 두취 김승환은 북선상업은행을 관북 지방 이외에 영흥, 단천 등지에 지점을 설립하였다. 한편, 계속 건어물 등을 부산, 동래, 일본지역까지 수출하여 전국적으로 유명인이 되었으며 또한 성격이 원만하여 은행장 재직시 특유의 인화력으로 은행을 원만히 운영하였다. 호탕한 성격으로서 가끔 은행원 전부를 고급 요리집에 모아 모두에게 기생 하나씩을 안겨주면서 호탕히 놀아보라고 파티를 열어 주었다. 말년에 함흥에 최대 설비 의 상공정미소를 세워 함흥 평야의 농업발전에 기여했으나 이는 1945년 진주한 소련군의 화재로 소실되었다.1927년에 세상을 떠났으며 당시에는 화려한 7일장이 치러졌다. 장남 김기정 등이 있었으며 자손들의 대부분은 미국 샌프란시스코, 로스엔젤레스 등지에 거주 중이며 북한에도 일부 남아있다.

## 가족관계
큰 아들 김기정 외 다수의 자식들을 둔 것으로 알려져 있다.